# Seaboard Corporation
Seaboard Corporation est un conglomérat mondial du secteur de l’agroalimentaire et des transports dont le siège est situé à Merriam, au Kansas (États-Unis). 

## Histoire
Le Groupe Mimran a cédé les Grands moulins de Dakar et Grands Moulins d'Abidjan au groupe Seaboard en décembre 2017.

## Activités et filiales
Seaboad Foods, est l’un des plus grands producteurs et transformateurs de porc aux États-Unis. 
Seaboard Marine est un transporteur maritime de classe mondiale offrant des services de transport de conteneurs entre les États-Unis, le bassin des Caraïbes, l’Amérique centrale et du sud.
Tabacal Angroindustria constitue une marque leader de la production et de la transformation de la canne à sucre en Argentine.
Seaboard Overseas & Trading Group est une entreprise agroalimentaire mondiale axée sur les marchés africain et sud-américain.
Transcontinental Capital Corporation (TCC), est un producteur indépendant d’électricité en République dominicaine. 